# Rhachotropis leucophthalma
Rhachotropis leucophthalma är en kräftdjursart som beskrevs av Georg Ossian Sars 1893. Rhachotropis leucophthalma ingår i släktet Rhachotropis, och familjen Eusiridae. Arten är reproducerande i Sverige.